# 野々島城
野々島城（ののしまじょう）は、徳島県阿南市椿町の無人島である野々島にある日本の城。築城されたのは平安時代末期とされている。